# Arhoolie Records
Arhoolie Records est le label discographique indépendant américain, basé à El Cerrito, en Californie. Fondé par Chris Strachwitz en 1960, le label est notamment spécialisé dans le blues, la folk et la musique régionale mexicaine.

## Histoire
Chris Strachwitz a immigré avec sa famille de Silésie en 1947 et s'est passionné pour la musique régionale américaine après avoir vu le film New Orleans. Il s'installe finalement dans la baie de San Francisco et, en 1960, il se rendu au Texas pour enregistrer le bluesman Lightnin' Hopkins, mais il s'avère que ce dernier se trouvait à Berkeley pour un spectacle. Il rencontre alors l'historien Mack McCormick et se rend à Navasota, au Texas, où Strachwitz enregistre Mance Lipscomb pour ce qui deviendra le premier album d'Arhoolie, Texas Sharecropper and Songster. Le nom « Arhoolie » est suggéré par McCormick, dérivant d'un mot désignant un braillement de champ. Strachwitz enregistre également « Black Ace » Turner, « Li'l Son » Jackson et « Whistling » Alex Moore au cours du même voyage, et plus tard dans l'année, il a enregistré Big Joe Williams et Mercy Dee Walton en Californie.
En 1966, son ami Ed Denson lui présente un groupe local, Country Joe and the Fish, qui participe activement aux manifestations contre la guerre du Vietnam à Berkeley. Strachwitz enregistre le groupe en train de chanter I Feel Like I'm Fixin' to Die, et obtient une part des droits d'édition de la chanson. Finalement, les droits d'auteur de la chanson — en particulier son apparition dans le film et la bande originale du festival de Woodstock — ont aidé à subventionner le label Arhoolie et permettent à Strachwitz d'acheter un immeuble à San Pablo Avenue, El Cerrito, en Californie, pour y installer le siège du label . Strachwitz obtient également pour Fred McDowell des droits d'auteur sur l'interprétation de sa chanson You Gotta Move par les Rolling Stones sur leur album Sticky Fingers.
En 2011, Arhoolie Records célèbre le cinquantième anniversaire de sa création. En 2013, Maureen Gosling et Chris Simon réalisent le film documentaire This Ain't No Mouse Music, dont la première projection a lieu dans le cadre du festival South by Southwest (SXSW), qui retrace l'activité de collectionneur et d'anthropologue de la musique déployée par Chris Strachwitz et la contribution d'Arhoolie Records à la préservation des musiques populaires nord-américaines.
À la fin de l'année 2023, la Fondation Arhoolie publie le livre Down Home Music : The Stories and Photographs of Chris Strachwitz, écrit par Joel Selvin avec Chris Strachwitz. Selon Selvin, il était un ami de longue date et un disciple de Strachwitz, et lorsque ce dernier a proposé de publier un livre à partir de son immense collection de photographies numérisées, Selvin a proposé avec enthousiasme de l'aider. Ils ont travaillé sur le livre au cours des 18 derniers mois de la vie de Strachwitz, et Selvin l'a terminé peu après la mort de Strachwitz,.

## Artistes
- Juke Boy Bonner
- Clifton Chenier
- Elizabeth Cotten
- Jesse Fuller
- Lightnin' Hopkins
- Earl Hooker
- John Jackson
- Mance Lipscomb
- Mississippi Fred McDowell
- Charlie Musselwhite
- Doctor Ross
- Mercy Dee Walton
- Bukka White
- Big Joe Williams
- Big Mama Thornton (Big Mama Thornton with the Muddy Waters Blues Band)